# 斯瓦尔巴兹滨海区
斯瓦尔巴兹滨海区是冰岛东北区的市镇。行政中心为斯瓦尔巴兹塞里。市镇面积为55平方公里，人口数量为485人（2023年）。